# リカルド・チェンバース
リカルド・チェンバース（Ricardo Chambers、1984年10月7日 ‐ ）は、ジャマイカ・トレローニー教区出身の陸上競技選手。専門は短距離走。400mで44秒54の自己ベストを持つ。
400mが専門のロングスプリンター。フロリダ州立大学時代の2007年には室内と屋外の全米学生選手権を制覇。2010年にはジャマイカ歴代4位（当時）の44秒54をマークし、コンチネンタルカップで2位になるなど活躍したが、2011年以降は怪我に苦しめられた。しかし、2015年には2010年以来となる44秒台をマークし復活。久しぶりにジャマイカ代表にも選出され世界大会に出場した。

## 経歴

### 2006年
7月の北中米カリブU23選手権に出場すると、男子400mを45秒09、アンカーを務めた男子4×400mリレーも3分03秒86をマークしての優勝に貢献し、大会2冠を達成した。

### 2007年
3月に全米学生室内選手権（NCAA室内選手権）の男子400mを45秒65で制すと、6月に全米学生選手権の男子400mも44秒66で制し、室内と屋外の400mで全米学生チャンピオンに輝いた。8月には大阪世界選手権で世界選手権初出場を果たすと、男子400mは準決勝で45秒18の組5着（全体13位）に終わり敗退したが、ジャマイカチームの2走を務めた男子4×400mリレーは決勝に進出した。決勝は3分00秒76をマークするも、3位のポーランドと0秒71差の4位でメダルを逃した。

### 2008年
8月の北京オリンピックでオリンピック初出場を果たすと、男子400mは準決勝で45秒09の組4着（全体15位）に終わり、昨年の大阪世界選手権に続いて決勝には進めなかった。ジャマイカチームの2走を務めた男子4×400mリレーは3分01秒45で8位に終わった（後に7位に繰り上がった）。

### 2009年
8月のベルリン世界選手権で2大会連続の世界選手権出場を果たした。男子400mは前回大会に続き準決勝に進出したが、準決勝では45秒13の組3着（全体11位）に終わり、着順で決勝に進出できる組2着とは0秒16差で決勝進出を逃した。

### 2010年
7月22日にダイヤモンドリーグ・ヘラクレスの男子400mでジャマイカ歴代4位（当時）の記録となる44秒54をマークした。9月にはアメリカ大陸代表としてコンチネンタルカップに出場すると、男子400mは44秒59をマークしてジェレミー・ウォリナー（44秒22）に次ぐ2位、アンカーを務めた男子4×400mリレーは2分59秒00をマークしての優勝に貢献した。

### 2011年 - 2014年
2011年以降は怪我に苦しめられ、2011年は46秒56、2012年は45秒71、2013年は46秒13、2014年は46秒32がシーズンベストという不本意なシーズンを送った。

### 2015年
8月に北中米カリブ選手権の男子400m予選で5年ぶりの44秒台となる44秒93をマーク。決勝は45秒37とタイムを落としたものの、ラロンデ・ゴードン（44秒89）、ネリー・ブレネス（45秒22）に次ぐ3位に入り銅メダルを獲得した。6月のジャマイカ選手権男子400mでは3位でゴールしながらもラインを踏んだとして失格になったが、その後の北中米カリブ選手権男子400mで2015年ジャマイカランク3位（当時）の44秒93をマークしたことなどから、北京世界選手権の男子4×400mリレーメンバーに選出された。2009年ベルリン大会以来となる世界選手権出場を果たすと、男子4×400mリレー決勝でジャマイカチームの2走を務めて2分58秒51をマークしたが、3位のイギリスに同タイム着差ありで敗れて惜しくもメダルを逃した。

## 自己ベスト
記録欄の（　）内の数字は風速（m/s）で、+は追い風、-は向かい風を意味する。
| 種目 | 記録           | 年月日        | 場所             | 備考           |
| 屋外 | 屋外           | 屋外          | 屋外             | 屋外           |
| ---- | -------------- | ------------- | ---------------- | -------------- |
| 100m | 10秒73         | 2004年4月8日  | ボイントンビーチ |                |
| 100m | 10秒62w (+2.8) | 2007年3月8日  | スティーブンビル | 追い風参考記録 |
| 200m | 21秒08 (-0.3)  | 2005年4月22日 | タラハシー       |                |
| 400m | 44秒54         | 2010年7月22日 | モナコ           |                |
| 800m | 1分55秒71      | 2014年1月25日 | キングストン     |                |
| 室内 |                |               |                  |                |
| 200m | 21秒13         | 2006年2月25日 | ブラックスバーグ |                |
| 400m | 45秒64         | 2007年3月9日  | フェイエットビル |                |
| 800m | 1分53秒34      | 2007年1月13日 | ゲインズビル     |                |

## 主要大会成績
備考欄の記録は当時のもの

### 国際大会
| 年   | 大会                                 | 場所           | 種目    | 結果            | 記録            | 備考                       |
| ---- | ------------------------------------ | -------------- | ------- | --------------- | --------------- | -------------------------- |
| 2006 | 北中米カリブU23選手権 (en)           | サントドミンゴ | 400m    | 優勝            | 45秒09          |                            |
| 2006 | 北中米カリブU23選手権 (en)           | サントドミンゴ | 4x400mR | 優勝            | 3分03秒86 (4走) |                            |
| 2006 | 中央アメリカ・カリブ海 競技大会 (en) | カルタヘナ     | 400m    | 5位             | 45秒73          |                            |
| 2006 | 中央アメリカ・カリブ海 競技大会 (en) | カルタヘナ     | 4x400mR | 優勝            | 3分01秒78 (3走) | 大会記録                   |
| 2007 | 世界選手権                           | 大阪           | 400m    | 準決勝2組5着DNS | 45秒18          |                            |
| 2007 | 世界選手権                           | 大阪           | 4x400mR | 4位             | 3分00秒76 (2走) |                            |
| 2008 | オリンピック                         | 北京           | 400m    | 準決勝2組4着DNS | 45秒09          |                            |
| 2008 | オリンピック                         | 北京           | 4x400mR | 7位             | 3分01秒45 (2走) |                            |
| 2009 | 世界選手権                           | ベルリン       | 400m    | 準決勝3組3着    | 45秒13          |                            |
| 2009 | 世界選手権                           | ベルリン       | 4x400mR | 予選2組5着      | 3分04秒45 (2走) |                            |
| 2010 | 世界室内選手権                       | ドーハ         | 400m    | 準決勝2組6着    | 48秒02          |                            |
| 2010 | 世界室内選手権                       | ドーハ         | 4x400mR | 決勝途中棄権    | DNF (4走)       |                            |
| 2010 | コンチネンタルカップ (en)            | スプリト       | 400m    | 2位             | 44秒59          | アメリカ大陸代表           |
| 2010 | コンチネンタルカップ (en)            | スプリト       | 4x400mR | 優勝            | 2分59秒00 (4走) | アメリカ大陸代表混成チーム |
| 2015 | 世界リレー (en)                      | ナッソー       | 4x400mR | 4位             | 3分00秒23 (3走) |                            |
| 2015 | 北中米カリブ選手権 (en)              | サンホセ       | 400m    | 3位             | 45秒37          |                            |
| 2015 | パンアメリカン競技大会 (en)          | トロント       | 4x400mR | 6位             | 3分01秒97 (4走) |                            |
| 2015 | 世界選手権                           | 北京           | 4x400mR | 4位             | 2分58秒51 (2走) |                            |
| 2016 | 世界室内選手権                       | ポートランド   | 400m    | 予選3組3着      | 47秒07          |                            |
| 2016 | 世界室内選手権                       | ポートランド   | 4x400mR | 4位             | 3分06秒02 (1走) |                            |

### ダイヤモンドリーグ
優勝したダイヤモンドリーグ個人種目の成績を記載
| 年   | 大会           | 場所         | 種目 | 記録   | 備考                 |
| ---- | -------------- | ------------ | ---- | ------ | -------------------- |
| 2010 | 英国グランプリ | ゲーツヘッド | 400m | 44秒98 | ポイント対象外レース |